# 5-е Горки
5-е Горки — деревня в Московской области России. Входит в городской округ Химки.
Население — 34 чел. (2010).

## География
Расположена в центральной части Московской области, на юго-западе округа, примерно в 10 км к западу от центра города Химки и в 35 км к юго-востоку от города Солнечногорска, в 9 км от Московской кольцевой автодороги, на Пятницком шоссе P111. В деревне 2 улицы — Весенняя и Лазурная. Ближайшие населённые пункты — деревни Юрлово и Аристово.

## История
В 1994—2004 гг. деревня входила в Кутузовский сельский округ Солнечногорского района, в 2005—2019 годах — в Кутузовское сельское поселение Солнечногорского муниципального района, в 2019—2022 годах  — в состав городского округа Солнечногорск, с 1 января 2023 года включена в состав городского округа Химки.

## Население
| 1966 | 1998 | 2002 | 2010 |
| ---- | ---- | ---- | ---- |
| 40   | ↘23  | ↗40  | ↘34  |